# Беттис, Анджела
Анджела Беттис (англ. Angela Bettis; род. 9 января 1973) — американская актриса, кинорежиссёр и кинопродюсер.

## Биография
Анджела Беттис родилась 9 января 1973 года в городе Остин, штат Техас, в семье Ричарда Джозефа Беттиса и Мэри Линн Гатри. Она дебютировала в кино в восемнадцать лет, сразу исполнив главную роль в фильме «Воробей» режиссёра Франко Дзеффирелли. Затем последовала учёба в Американской академии музыки и драматического искусства, съемки в нескольких эпизодах популярных телесериалов и более десяти лет работы в театре. В большое кино Беттис вернулась в 1999 году в драме «Прерванная жизнь», где её партнёрами были Вайнона Райдер и Анджелина Джоли. Анджела исполнила роль анорексичной пациентки психиатрической лечебницы. В 2000 году она исполнила одну из главных ролей в триллере «Спаси и сохрани».
Наибольшую известность Беттис принесли работы в независимых авторских фильмах ужасов. В 2002 году она исполнила главную роль в фильме «Мэй» режиссёра Лаки Макки, с которым у неё впоследствии сложился прочный творческий союз. Они вместе работали над эпизодом телесериала «Мастера ужасов» «Странная девушка», психологическим фильмом ужасов «Тёмный лес» и картиной 2011 года «Женщина».
В 2002 году Анджела Беттис сыграла главную роль в фильме «Кэрри» по одноимённому роману Стивена Кинга — телевизионном ремейке знаменитого фильма 1976 года. Из других ярких работ актрисы можно выделить главные роли в фильмах «Кошмар дома на холме» (2003), «Шрам 3D» (2007) и экспериментальной драме «Круг» (2005), снятой одним дублем.
В 2006 году Анджела дебютировала в качестве режиссёра с фильмом ужасов «Роман». В этом фильме Беттис и Лаки Макки поменялись ролями — Анджела заняла режиссёрское кресло, а Макки сыграл главного героя. В 2012 году Беттис сняла короткометражку E is for Exterminate, вошедшую в фильм-антологию «Азбука смерти».

## Фильмография
| Год  |    | Русское название                  | Оригинальное название              | Роль                                   |
| ---- | -- | --------------------------------- | ---------------------------------- | -------------------------------------- |
| 1993 | ф  | Воробей                           | Storia di una capinera             | Мария                                  |
| 1999 | ф  |                                   | The Last Best Sunday               | Лолли Энн Саммерс                      |
| 1999 | ф  | Прерванная жизнь                  | Girl, Interrupted                  | Джанет Уэббер                          |
| 2000 | ф  | Спаси и сохрани                   | Bless the Child                    | Дженна ОКоннор                         |
| 2001 | ф  | Парфюм                            | Perfume                            | Уилемина                               |
| 2001 | тф | Восход Фламинго                   | The Flamingo Rising                | Элис Кинг                              |
| 2001 | ф  | Падение                           | Vallen                             | Кэйтлин                                |
| 2001 | тф | Семейка Пондеров                  | The Ponder Heart                   | Бонни Ди Пикок                         |
| 2002 | ф  | Мэй                               | May                                | Мэй Дав Кэннеди                        |
| 2002 | ф  | Берега                            | Coastlines                         | Эффи                                   |
| 2002 | тф | Кэрри                             | Carrie                             | Кэриетта «Кэрри» Уайт                  |
| 2002 | ф  |                                   | People Are Dead                    | Бродвейская актриса                    |
| 2003 | ф  | Кошмар дома на холме              | Toolbox Murders                    | Нелл Бэрроуз                           |
| 2004 | ф  |                                   | Love Rome                          | Мэри                                   |
| 2005 | в  | Последние дни Америки             | Last Days of America               | Америка, продюсер                      |
| 2005 | ф  | Круг                              | The Circle                         | Джей                                   |
| 2006 | с  | Мастера ужасов                    | Masters of Horror: Sick Girl       | Айда Титер (эпизод «Странная девушка») |
| 2006 | ф  | Тёмный лес                        | The Woods                          | Голос                                  |
| 2006 | ф  | Роман                             | Roman                              | голос, режиссёр                        |
| 2007 | ф  | Шрам 3D                           | Scar                               | Джоан Берроуз                          |
| 2007 | ф  |                                   | When Is Tomorrow                   | Рэйчел, продюсер                       |
| 2008 | ф  | Заколдованное озеро               | Wicked Lake                        | Мать                                   |
| 2009 | с  | Доктор Хаус                       | House                              | Сьюзан                                 |
| 2010 | с  | Декстер                           | Dexter                             | Эмили Бёрч                             |
| 2010 | ф  | Дроны                             | Drones                             | Эми                                    |
| 2010 | ф  | Все мои друзья — похоронные певцы | All My Friends Are Funeral Singers | Зел                                    |
| 2011 | ф  | Женщина                           | Woman                              | Белль Клик                             |
| 2013 | с  | Мыслить как преступник            | Criminal Minds                     | Тесс Майнок (эпизод «Алхимия»)         |
| 2013 | с  | Молокососы                        | Skins                              | Айда Уильямс                           |
| 2015 | с  | Раскопки                          | Dig                                | Фей (основной состав, 10 эпизодов)     |